# إين مي باراكي سي
إين مي باراكي سي حكم في فترة 2500 ق م وهو ملك كيش وحسب قائمة الملوك السومريين، تمكن هذا الملك من احتلال عيلام، التي خافت منه بالتعاون مع دوموزيد الصياد ملك كوارا، الذي خلف جلجامش خلف هذا الملك أغا الكيشي، اسمه وجد في نيبور ونسب له بناء معبد هناك، وهناك ألواح أثرية تكلمت عن اسم ميبراغيسي لوغال ملك كيش. كذلك ذكر اسمه في ملحمة جلجامش حيث ذكر بأنه والد أغا الذي حاصر أوروك، أشار شولغي إلى اسم إين مي باراكي سي حيث ذكر اسم مكان دافع عنه جلجامش لحماية أوروك، وذكر كذلك بأنه تزوج من أخت جلجامش.
كما إن كلمة «إين» في اللغة السومرية القديمة كانت تضاف قبل الاسم لتمييز الكهنة عن باقيه الأفراد و«إين» ليس من الاسم بينما الاسم الحقيقي هو مي باراكي سي، وقد وجدت له قطعة أثرية موجودة الآن بالمتحف العراقي.